# Cheadle and Gatley
Cheadle and Gatley är en unparished area i distriktet Stockport i grevskapet Greater Manchester i England. Det inkluderar Adswood, Cheadle, Cheadle Hulme och Gatley. Unparished area hade 57 224 invånare år 2001. Fram till 1974 var det ett separat distrikt.